# Khatchik Vartan
Pas d'image ? Cliquez ici

a Compétitions nationales et continentales officielles uniquement.

b Matchs officiels uniquement.
Dernière mise à jour le 15 juillet 2022.
Khatchik Vartan, anciennement Vartanov, né le 6 février 1993 à Grozny (Russie), est un joueur français de rugby à XV, formé au Racing 92 et évoluant au poste de pilier au sein de l'US Oyonnax à partir de 2017.

## Carrière

### En club
Khatchik Vartanov est né en Russie de parents arméniens. Arrivé en France à l’âge de 9 ans, lorsque ses parents s’installent à Clamart, il découvre le rugby grâce à son professeur d’EPS à Meudon à l’âge de 14 ans, et alors qu’il pèse déjà 99 kg, par le biais du VII. Dès le début Vartonov a toutes les qualités requises pour faire un pilier de mêlée. Il signe d’abord au PUC, où il passera quatre saisons jouant tantôt à droite, tantôt à gauche, décrochant au passage des sélections en équipe de France -18.
En 2011, Khatchik rejoint le Racing Métro 92 en Crabos 2e année, intégrant le Centre de Formation à Antony avant de retrouver le Pôle France à Marcoussis pour la saison 2011-2012. Revenant au Centre de Formation du Racing Métro 92 au Plessis-Robinson, il intègre les Espoirs ciel et blanc durant trois saisons. Finaliste malheureux du Championnat de France en 2013, il sera sacré Champion (Poule 2) en 2014, puis Champion (Poule 1) en 2015.
Il signe en 2017 à l'US Oyonnax, promu en Top 14, pour deux saisons. Il prend alors le nom de Khatchik Vartan.
Il signe en 2019 à Soyaux Angoulême, en Pro D2, pour trois saisons.

### Internationale
Khatchik Vartan a joué pour l'équipe de France des moins de 20 ans en 2012 et 2013. Il dispute trois matchs comme remplaçant lors de la coupe du monde des moins de 20 ans 2012. En 2013, il joue quatre matchs du Tournoi des Six Nations des moins de 20 ans (2 titularisations) ainsi que cinq matchs de la coupe du monde des moins de 20 ans (4 titularisations).

### Barbarians
En juin 2017, il est sélectionné pour jouer avec les Barbarians français qui affrontent l'équipe d'Afrique du Sud A les 16 et 23 juin en Afrique du Sud. Titulaire lors des deux rencontres, les Baa-baas s'inclinent 36 à 28 à Durban puis 48 à 28 à Soweto.

## Palmarès

### En club
- Vainqueur du championnat de France Espoirs Élite 2 (2e division) en 2014 avec le Racing Métro 92
- Vainqueur du championnat de France Espoirs en 2015 avec le Racing Métro 92
- Vainqueur du championnat de France en 2016 avec le Racing 92